# Gilles Salvador
Gilles Salvador (Belfort, 31 dicembre 1958) è un pilota motociclistico francese ritiratosi dall'attività agonistica.

## Carriera
Precedentemente crossista, Salvador fu il primo vero pilota di Supermotard della storia. Fu anche il primo Campione Europeo della storia del supermotard (campionato a quei tempi di valore massimo). Detiene inoltre due titoli francesi Supermoto. 
Dopo il ritiro dalle corse ha organizzato scuole di guida motard per giovani apprendisti e per lanciare i nuovi talenti (fu lui a scoprire il futuro campione del mondo Thierry Van Den Bosch) o anche segue piloti del Campionato del Mondo Supermoto come Davide Gozzini e Andrea Occhini che vogliono migliorarsi.
Segue una anche scuola di Supermotard ed Enduro insieme a Klaus Kinigadner.

## Palmarès
- 1990: 3º posto Superbikers di Mettet
- 1993: 3º posto Superbikers di Mettet
- 1995: Campione Francese Supermoto (su Husaberg)
- 1996: Vincitore Extreme Supermotard di Bologna (su KTM)
- 1997: Campione Francese Supermoto classe Prestige (su KTM)
- 1997: CAMPIONE EUROPEO SUPERMOTO (su KTM)
- 1997: 3º posto Superbikers di Mettet (su KTM)
- 1998: 2º posto Campionato Tedesco Supermoto (su KTM)
- 1999: 4º posto Campionato Francese Supermoto classe Prestige (su KTM)
- 1999: 3º posto Campionato Europeo Supermoto (su KTM)
- 2000: 11º posto Campionato Francese Supermoto classe Prestige (su KTM)
- 2000: 7º posto Campionato Europeo Supermoto (su KTM)
- 2002: 6º posto Sliding Superbowl classe Specialist (su KTM)
- 2003: 19º posto Campionato Europeo Supermoto classe 650cc (1 gara su 5) (su KTM)
- 2004: 38º posto Campionato Tedesco Supermoto classe Prestige (1 gara su 6) (su KTM)
- 2008: Vincitore Dark Dog Moto Tour classe Monocilindriche (su KTM)
- 2008: 9º posto Assoluto Dark Dog Moto Tour (su KTM)